# 大阪電気通信大学高等学校
大阪電気通信大学高等学校（おおさかでんきつうしんだいがくこうとうがっこう）は、大阪府守口市にある私立高等学校。
大阪電気通信大学への内部進学に力を入れている。
工業系高等学校としては、全国有数の大学進学率を誇っている。

## 沿革
1941年に東亜電気通信工学校として守口市京阪本通で開校した。学制改革により1948年に東亜電気通信高等学校となった。その後大阪電気通信学校への改称を経て、1973年に大阪電気通信大学高等学校となっている。
当初は工業科のみを設置していたが、1973年に普通科を併設した。
- 1941年4月  - 東亜電気通信工学校として開設。
- 1948年 - 東亜電気通信高等学校に改称。
- 1951年3月 - 財団法人を学校法人に改編し、校名を大阪電気通信高等学校と改称。
- 1963年4月 - 通信工業科・電子工業科・管理工業科・基礎工業科を開設。
- 1973年4月 - 普通科を開設。
- 1973年9月 - 大阪電気通信大学高等学校に改称。
- 1982年4月 - 従来の工業科を電子工業科に統合し、新たに電子・情報・電気の各コースを開設。
- 1994年4月 - 電子工業科に理数コースを開設。
- 1997年4月 - 普通科を普通コース・英数コースに分離。
- 2001年4月 - 電子工業科のコースを理数コース・電子情報コースの2コース制に変更。
- 2004年4月 - 普通科に高大連携コース、電子工業科に医療電子コース・デジタルゲーム開発コースを開設。
- 2008年4月 - 入学金・授業料優遇制度が開始される。
- 2012年4月 - 普通科に進学コース、健康スポーツコースを開設
- 2016年4月 - 制服が一新される。
- 2016年6月 - 校舎の耐震補強工事がスタート。
- 2020年4月 - 新たに工学連携コース、ロボット機械コース、IoT情報通信コース、アドバンスコース、メディア情報コースが新設。

## 学習目標
- 確かな知識を得よう
- 人間の生き方を学ぶ学習をしよう
- 丈夫な身体を作ろう

## 学科・コース
- 普通科
  - アドバンスコース(2020年度新設)
  - 総合進学コース
  - メディア情報コース(2020年度新設)
  - 健康スポーツコース
- 工学科
- 理数コース(特進)
- 工学連携コース(2020年度新設)
  - ロボット機械コース(2020年度新設)
  - IoT情報通信コース(2020年度新設)
  - 医療電子コース
  - デジタルゲーム開発コース

工学連携コースを卒業すると第三級陸上特殊無線技士が取得できる。

## 施設
- 校舎
  - A号館(4階建て)
  - B号館(3階建て+屋上)
  - C号館(5階建て)
- 体育館
- 柔道場
- 剣道場
- 食堂(食堂へは地下通路を通らなければならない)

## 学校行事
入学式・クラブ紹介・宿泊研修(普通科・電子工業科1年)・スポーツ大会・陸上競技大会・文化祭・校外学習・修学旅行・芸術鑑賞会・卒業式等。

## 出身者
- 上月景正（コナミホールディングス創業者・代表取締役社長）
- 石橋正次（俳優）
- 小谷純久（気象予報士）
- FULLMOON MONDO（DJ）
- 増田英彦（ますだおかだ、漫才師）
- 野添義弘（俳優）
- 森秀行（競馬調教師）
- 若桑一人（漫画原作者）

## 交通
- 京阪本線 守口市駅・西三荘駅
- 地下鉄谷町線 守口駅
- 大阪モノレール 門真市駅